# 中央研究院近代史研究所
中央研究院近代史研究所（英語：Institute of Modern History, Academia Sinica，縮寫IMH）簡稱近史所，為中央研究院遷台後所成立的研究所之一，其整理、典藏、出版史料，或學術研究的成果，均獲得國際學界的高度肯定，是中國近現代史研究的國際重鎮之一。

## 發展歷程
1955年2月，中研院成立「近代史研究所籌備處」，以郭廷以為籌備處主任，初期工作重點在檔案資料之蒐集、中西圖書之添購、研究人員之羅致與訓練，以及研究計畫之釐訂與進行等。1965年4月近史所正式設所，郭廷以為首任所長。增聘人才、舉辦學術會議、推動口述歷史訪問，並興建圖書館、檔案館、研究大樓，陸續充實各種軟硬體設施。
1980年代正值臺灣經濟發展，中研院推動研究計畫，引進大批人才，近史所的研究人力與學術成果也快速成長，1992‒1993年間有53名專任研究人員。此後，隨著全院其他研究所、中心的擴展，近史所專任研究人員員額從1994 年之後遞減，至2017年有31名，加計兼任、通信研究員以及行政人員、助理等，共計119人。
組織架構方面，從1988年2月起，全所共有四個研究組：
1. 一般近代史組
2. 政治外交史組
3. 社會經濟史組
4. 文化思想史組

每位研究人員隸屬於一組。
2003年因應院方組織架構之調整，近史所廢止研究組的組織，改採研究群的型態，鼓勵以研究主題的方式成立研究群，針對重要議題進行集體而深入的研究。目前有城市史研究群、蔣介石研究群、胡適研究群、西學與中國研究群、婦女與性別史研究群、知識史研究群、東亞區域研究群、國家與社會研究群等8個研究群。
此外，胡適紀念館自1998年1月19日起亦由近史所管理。

## 歷任所長
| 任次 | 姓名   | 任期           |
| 所長 | 所長   | 所長           |
| ---- | ------ | -------------- |
| 1    | 郭廷以 | 1965年－1971年 |
| 2    | 梁敬錞 | 1971年－1973年 |
| 3    | 王聿均 | 1973年－1979年 |
| 4    | 呂實強 | 1979年－1985年 |
| 5    | 張玉法 | 1985年－1991年 |
| 6    | 陳三井 | 1991年－1997年 |
| 7    | 呂芳上 | 1997年－2002年 |
| 8    | 陳永發 | 2002年－2009年 |
| 9    | 黃克武 | 2009年－2015年 |
| 10   | 呂妙芬 | 2015年－2021年 |
| 11   | 雷祥麟 | 2021年－迄今   |

## 學術研究
近史所早期主要研究晚清以降政治外交、社會經濟、思想文化，尤其著重探討中國現代化的歷程。1962年起接受福特基金會資助，開始積極整理檔案史料、培育人才。1973年在國科會的資助下，展開「中國現代化的區域研究」與「中國現代化專題研究」兩個集體研究計畫，以紮實的檔案史料為基礎，研究成果廣受國際學界重視，並獲得「南港學派」的美名。
1980 年代開始，該所研究領域從 19 世紀中國史之研究，逐漸擴展。在第一期五年發展計畫1981.7~1986.6）時期，該所提出四項研究計畫：（1）民初歷史研究計畫，（2）抗戰前十年經濟史研究計畫，（3）抗戰史研究計畫，（4）臺灣史研究計畫。第二期五年發展計畫（1986.7~1991.6）時期，除了繼續前一期的研究課題，又向前擴展到明清史研究，此時新進研究人員的研究受到西方史學的影響也日益加深。
近史所每年接待來自世界各地的訪問學者，並延聘來自世界各地的博士擔任博士後研究人員，同時與國內大學合作，共同培養近代史研究相關領域的年輕新秀。中華民國最高史政機關國史館，有數位館長出自近史所，如林滿紅、呂芳上、陳儀深。
歷年來之出版，計專書102種、會議論文集42種、資料彙編20種、史料叢刊56種、口述歷史訪問記錄101種、名人日記10種，其中最重要的研究成果為有關清末自強運動及中國現代化區域研究的系列專刊；此外在中外關係史、文化史、婦女與性別史等方面，也有重要研究成果出版。隨著時代變遷，近年來也致力於檔案資料數位化，開發建置各種資料庫；除協助所內研究，也提供學界瀏覽運用。
《中央研究院近代史研究所集刊》、《近代中國婦女史研究》、《口述歷史》是該所出版的三種期刊。《中央研究院近代史研究所集刊》創刊於1969年，出版海內外學者優秀之學術論著、書評及研究討論，為近代中國史研究領域的重要期刊。

### 引用
1. ↑  . 中央研究院近代史研究所.   [2024-08-23]. （原始内容存档于2025-01-23） （中文（繁體））.
2. ↑  , 胡適紀念館, 中央研究院近代史研究所,   [2021-01-08], （原始内容存档于2021-01-10）
3. ↑  歷任所長 （页面存档备份，存于）.中央研究院近代史研究所